# 荒波部屋
荒波部屋（あらなみべや）は、かつて松竹芸能で活動していた日本のお笑いコンビ。2000年5月解散。

## メンバー
山根 太正（やまね ひろまさ、1976年1月14日（49歳） - ）
- 鳥取県米子市出身、血液型B型。
- 趣味：映画鑑賞、ギター。
- 解散後は、元のイズのヒサダトシヒロがボーカルを務めるロックバンド「MARSAS SOUND MACHINE」（マーサス・サウンド・マシーン）のギタリストを経て、ザ・森東にてさらば青春の光のマネージャーを務めている。マネージャー名は「ヤマネヒロマサ」。
- アンタッチャブルの山崎弘也とは生年月日が同じ。

茖荷 貴史（みょうが たかふみ、1975年9月23日（49歳） - ）
- 鳥取県境港市出身、血液型A型、身長173cm、体重60kg。
- 趣味・特技：ジャグリング、ギター、サッカー。
- 解散後、代走みつくにとのコンビ「ハンヘイレン」の活動を経て、現在はピン芸人「みょーちゃん」として活躍中。

## 概要
1996年、鳥取県立米子西高等学校の同級生であった2人がコンビを結成。主なネタに「迷子のお巡りさん」、「男選手権」などがある。
過去に安田と竹内（現在は解散後にそれぞれ安田大サーカスの安田団長・タケウチパンダとして活動）、せんたくばさみなど同期の芸人達と共に結成した『夕べざかり』のメンバーとして活動していた。
2000年のコンビ解散後もメンバー同士の交流は続いている。松竹芸能のライブ名「荒波部屋」は、彼らのコンビ名が由来とされている。

## 主な出演番組
- 爆笑オンエアバトル（NHK）戦績0勝2敗　最高261KB

## 受賞歴
- 第20回（1999年）今宮子供えびすマンザイ新人コンクール 奨励賞